# Воллес Джонс
Воллес Клейтон «Во-Во» Джонс (англ. Wallace Clayton "Wah Wah" Jones; 14 липня 1926, Харлан, штат Кентуккі, США — 27 липня 2014, Лексінгтон, штат Кентуккі, США) — американський професійний баскетболіст, футболіст, бейсболіст і тренер, який запам'ятався своїми виступами на студентському рівні в складі «Чудової п'ятірки» з «Кентуккі Вайлдкетс». Грав у Національній баскетбольній асоціації за клуб «Індіанаполіс Олімпіанс». Чемпіон літніх Олімпійських ігор 1948 у Лондоні.

## Ранні роки
Воллес Джонс народився 14 липня 1926 року в місті Харлан (штат Кентуккі), навчався там само в однойменній школі, в якій грав за місцеву баскетбольну, футбольну та бейсбольну команди. Виступаючи у складі шкільної баскетбольної команди, встановив національний рекорд школи за кількістю набраних очок (2398) і привів її до перемоги в першості штату. Ще в дитинстві Джонс дістав прізвисько «Во-Во», коли його молодша сестра Джекі, яка тільки вчилася говорити, не могла вимовити його ім'я.

## Студентська кар'єра
1949 року закінчив Університет Кентуккі, де впродовж чотирьох років грав за баскетбольну команду «Кентуккі Вайлдкетс», у якій провів успішну кар'єру під керівництвом тренера, члена баскетбольної Зали слави, Адольфа Раппа, набравши в 131 грі 1151 очко (у середньому 8,8 за гру). За участю Джонса «Дикі коти» чотири роки поспіль вигравали регулярний чемпіонат і турнір Південно-Східної конференції (1946—1949), а також два роки поспіль виходили в плей-оф студентського чемпіонату США (1948—1949), встановивши комбінований, за чотири роки, рекорд баскетбольної команди університету (130 перемог при 10 поразках).
Два роки поспіль «Кентуккі Вайлдкетс» ставали чемпіонами Національної асоціації студентського спорту (NCAA). 19 березня 1948 року вони вийшли у фінал чотирьох турніру NCAA (англ. Final Four), де спочатку у півфінальному матчі, 20 березня, обіграли команду Джорджа Кафтана і Боба Коузі «Холі-Кросс Крузейдерс» з рахунком 60-52, в якому Джонс став третім за результативністю гравцем своєї команди, набравши 12 очок, а потім у фінальній грі, 23 березня, розгромили команду Джекі Робінсона і Реда Овенса «Бейлор Бірс» з рахунком 58-42, в якій Воллес також став третім за результативністю гравцем своєї команди, набравши 9 очок. У наступному сезоні «Дикі коти» повторно вийшли у фінал чотирьох турніру NCAA, де спочатку у півфінальному матчі, 22 березня, за всіма статтями переграли команду Двайта Еддлемана й Білла Еріксона «Іллінойс Файтінг Ілліні» з рахунком 76-47, в якому Джонс став третім за результативністю гравцем своєї команди, набравши 9 очок, а потім у фінальній грі, 26 березня, обіграли команду Боба Харріса і Джей Ел Паркса «Оклахома A&M Еггіс» з рахунком 46-36, в якій Воллес став четвертим за результативністю гравцем своєї команди, набравши лише 3 очки.
Крім того 1946 року баскетболісти «Кентуккі Вайлдкетс» стали чемпіонами Національного турніру за запрошенням (NIT), обігравши у фінальному матчі у впертій боротьбі команду Род-Айлендського університету «Род-Айленд Ремс» з рахунком 46-45, а в 1947 році — віце-чемпіонами цього ж турніру, програвши у фінальному матчі у впертій боротьбі команді університету Юти «Юта Ютес» з рахунком 45-49. Чотири роки поспіль у складі «Вайлдкетс» Воллес входив до 1-ї збірної всіх зірок Південно-Східної конференції, а в сезоні 1948/1949 років входив до 2-ї всеамериканської збірної NCAA.
Воллес Джонс був універсальним гравцем, оскільки крім баскетболу виступав за футбольну та бейсбольної команди університету. У складі «Вайлдкетс» з американського футболу, в якій Воллес також провів успішну кар'єру під керівництвом тренера, члена студентської футбольної Зали слави, Біра Браянта, його двічі включали в збірну всіх зірок Південно-Східної конференції. Светр з номером 27, під яким Джонс виступав за «Кентуккі Уайлдкэтс», був вилучений з обігу і вивішений під склепіннями «Рапп-арени», баскетбольного майданчика, на якому «Дикі коти» проводять свої домашні матчі, крім того він є єдиним спортсменом університету Кентуккі, номери якого були вилучені з обігу як у американському футболі, так і в баскетболі. Воллес Джонс був членом міжнародного братства Phi Delta Theta.

## Професійна кар'єра
Грав на позиції важкого форварда. На драфті НБА 1949 року команда «Вашингтон Кепітолс» обрала Воллеса Джонса під 8-м номером. Однак, не провівши в її складі жодного матчу, Воллес був проданий в клуб «Індіанаполіс Олімпіанс», де возз'єднався зі своїми партнерами по студентській команді Алексом Грозою, Ральфом Бірдом і Кліффом Баркером. В цьому клубі Воллес провів усю свою нетривалу професійну кар'єру. Загалом в НБА Джонс провів 3 сезони, протягом яких зіграв 140 ігор, в яких набрав 1428 очок (в середньому 10,2 за гру), зробив 408 підбирань і 429 передач.

## Кар'єра в збірній
1948 року Воллес Джонс став у складі збірної США чемпіоном літніх Олімпійських ігор у Лондоні, кістяк якої складали баскетболісти так званої «Чудової п'ятірки» з «Кентуккі Вайлдкетс», а також гравці команди «Філліпс 66» з Любительського спортивного об'єднання (AAU).

## Тренерська кар'єра
Наприкінці сезону 1950/1951 років Джонс став тимчасовим граючим тренером у рідному клубі «Індіанаполіс Олімпіанс» (1951), змінивши на цій посаді свого багаторічного партнера ще по студентській команді Кліффа Баркера. За підсумками виступів під його керівництвом клуб мав позитивний баланс перемог і поразок (7-5), а в цілому за підсумками сезону «Олімпійці» мали негативний баланс перемог і поразок (31-37), що не завадило їм вийти в плей-оф турніру НБА з четвертого місця в Західному дивізіоні, де в першому ж раунді вони програли в серії команді «Міннеаполіс Лейкерс» з рахунком 1-2. А з наступного сезону біля керма команди став Херм Шефер, який керував аж до її ліквідації в 1953 році після банкрутства.

## Подальша діяльність
1953 року Воллес Джонс був обраний шерифом округу Фаєтт (штат Кентуккі). У 1956 році Воллес був кандидатом від республіканської партії в Палаті представників США 6-го виборчого округу штату Кентуккі. Попри те, що президентом США тоді був республіканець Дуайт Ейзенхауер, Джонс програв вибори демократу Джону Воттсу.
1978 року Джонс заснував чартерну автобусну компанію «Blue Grass Tours», яка уклала контракт зі спортивним департаментом університету Кентуккі, який у свою чергу того ж року зробив замовлення на першу партію автобусів далекого прямування для перевезення спортивних команд, ставши клієнтом компанії протягом декількох наступних років.

## Родина і смерть
Його дружину звали Една Болл. Вона народила йому одного сина (Воллеса-молодшого) і двох доньок (Вікі і Айру Лінн). Воллес Джонс помер у неділю, 27 липня 2014 року, на 89-му році життя в місті Лексінгтон (штат Кентуккі).